# Escoville
Escoville est une commune française située dans le département du Calvados en région Normandie.

## Géographie

### Localisation
Escoville est une commune normande du Pays de Caen, située à 5 kilomètres au nord de Troarn, 11 kilomètres au nord-est de Caen, 14 kilomètres au sud de Cabourg, et 35 kilomètres de Deauville. 
L'accès privilégié est l'axe Caen-Cabourg.
La commune est située dans l'aire d'attraction de Caen, dans sa zone d'emploi et dans son bassin de vie. Elle fait partie de l'unité urbaine de Ranville.

### Communes limitrophes
Les communes limitrophes sont  Bavent, Bréville-les-Monts, Colombelles, Cuverville, Hérouvillette et Touffréville.

### Géologie et relief
La superficie de la commune est de 5,18 km2 ; son altitude varie de 13  à   42 mètres. 
Escoville est une commune située à 9,5 km à l'est-nord-est du centre historique de Caen, sur le plateau dominant la rive droite de l'Orne

### Hydrographie
La commune est située dans le bassin Seine-Normandie. Elle est drainée par l'Aiguillon,.

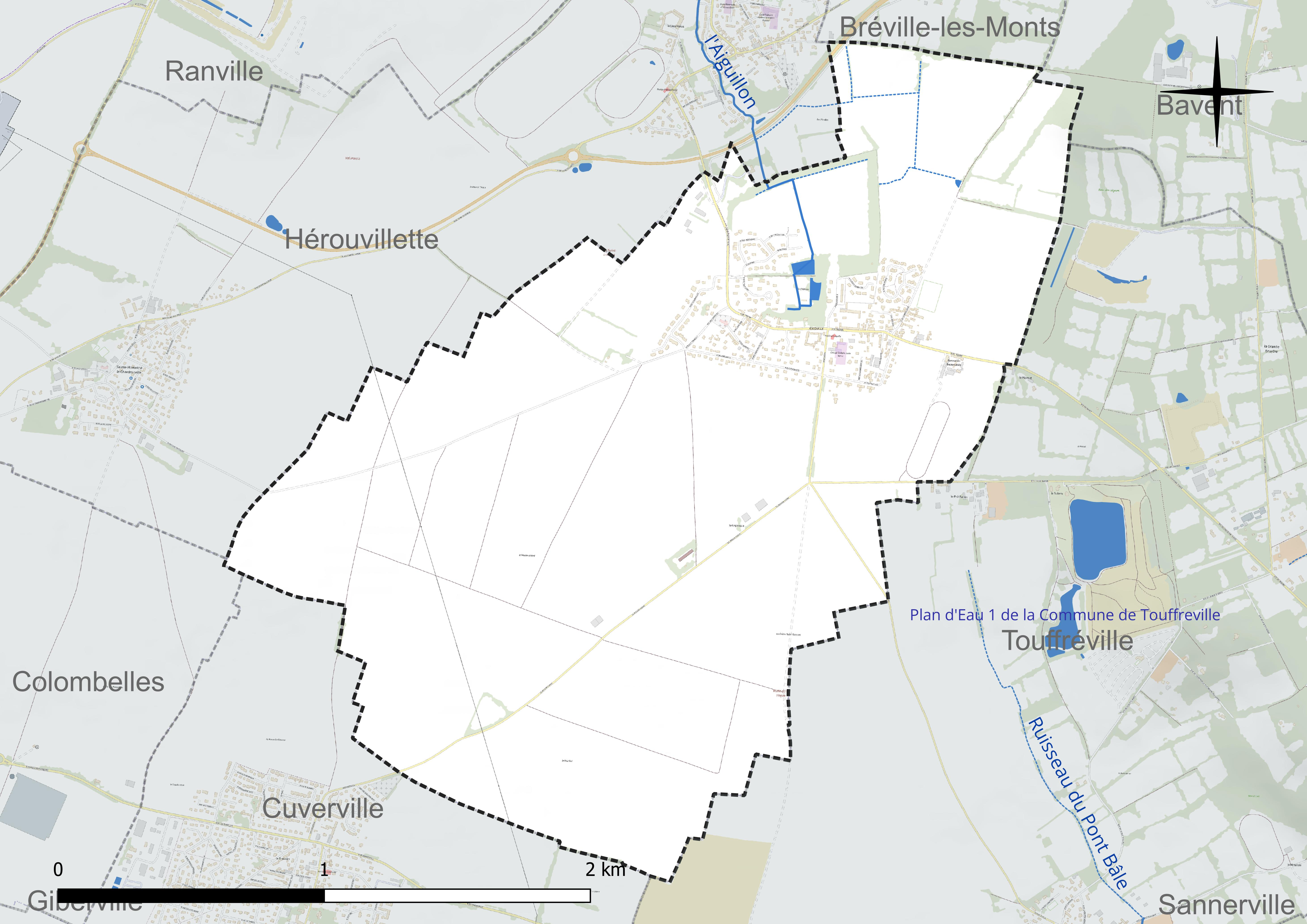
Réseau hydrographique d'Escoville.

### Climat
Pour des articles plus généraux, voir Climat de la Normandie et Climat du Calvados.
En 2010, le climat de la commune est de type climat océanique altéré, selon une étude du CNRS s'appuyant sur une série de données couvrant la période 1971-2000. En 2020, Météo-France publie une typologie des climats de la France métropolitaine dans laquelle la commune est exposée à un climat océanique et est dans la région climatique Normandie (Cotentin, Orne), caractérisée par une pluviométrie relativement élevée (850 mm/a) et un été frais (15,5 °C) et venté. Parallèlement le GIEC normand, un groupe régional d'experts sur le climat, différencie quant à lui, dans une étude de 2020, trois grands types de climats pour la région Normandie, nuancés à une échelle plus fine par les facteurs géographiques locaux. La commune est, selon ce zonage, exposée à un « climat des plateaux abrités », correspondant à la plaine agricole de Caen à Falaise, sous le vent des collines de Normandie et proche de la mer, se caractérisant par une pluviométrie et des contraintes thermiques modérées.
Pour la période 1971-2000, la température annuelle moyenne est de 10,7 °C, avec  une amplitude thermique annuelle de 12 °C. Le cumul annuel moyen de précipitations est de 695 mm, avec 11,4 jours de précipitations en janvier et 7,4 jours en juillet. Pour la période 1991-2020, la température moyenne annuelle observée sur la station météorologique la plus proche, située sur la commune de Sallenelles à 6 km à vol d'oiseau, est de 11,8 °C et le cumul annuel moyen de précipitations est de 735,8 mm,. Pour l'avenir, les paramètres climatiques de la commune estimés pour 2050 selon différents scénarios d'émission de gaz à effet de serre sont consultables sur un site dédié publié par Météo-France en novembre 2022.

## Urbanisme

### Typologie
Au 1er janvier 2024, Escoville est catégorisée ceinture urbaine, selon la nouvelle grille communale de densité à 7 niveaux définie par l'Insee en 2022.
Elle appartient à l'unité urbaine de Ranville, une agglomération intra-départementale dont elle est une commune de la banlieue,. 
Par ailleurs la commune fait partie de l'aire d'attraction de Caen, dont elle est une commune de la couronne,. Cette aire, qui regroupe 296 communes, est catégorisée dans les aires de 200 000 à moins de 700 000 habitants,.

### Occupation des sols

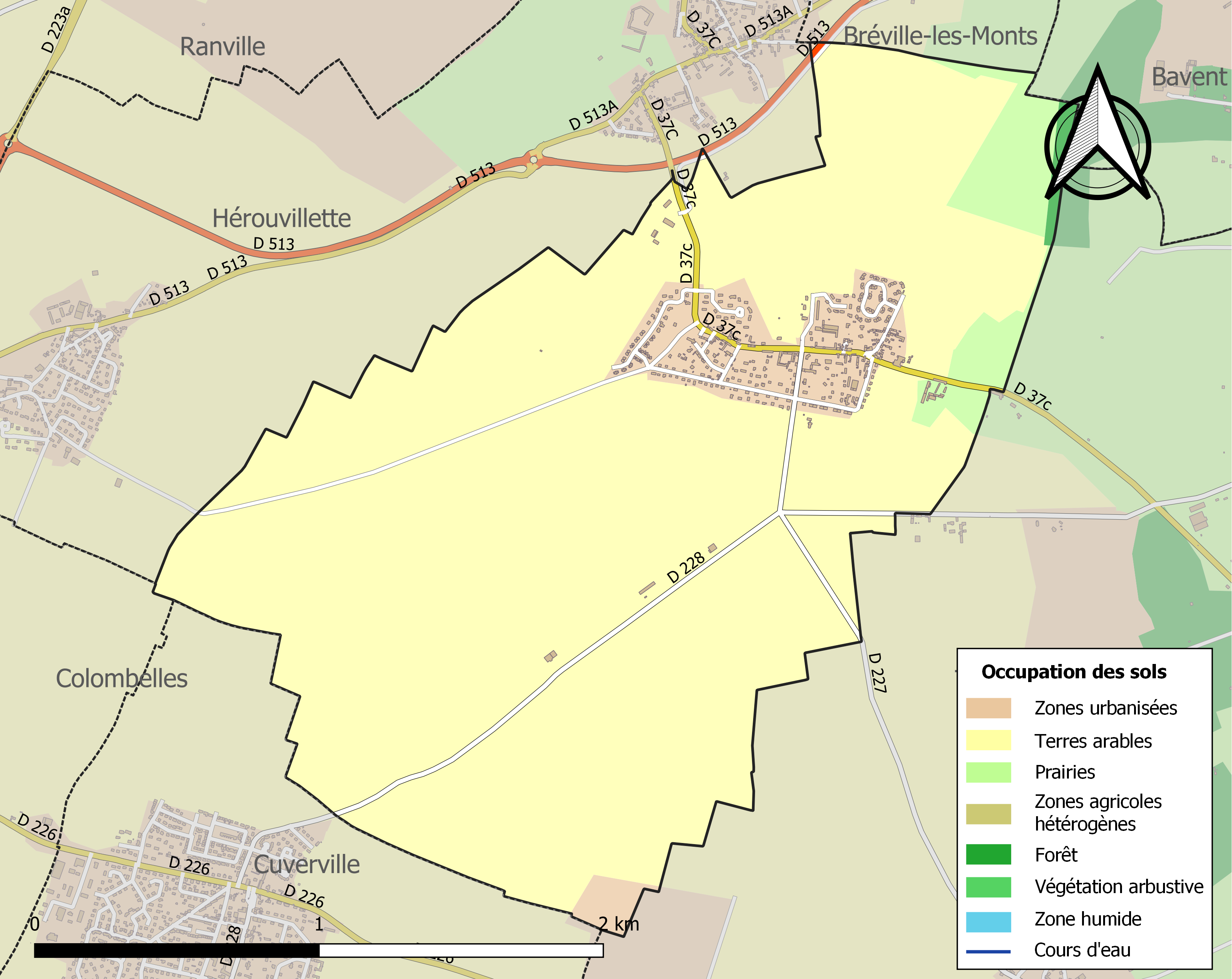
Carte des infrastructures et de l'occupation des sols de la commune en 2018 (CLC).

L'occupation des sols de la commune, telle qu'elle ressort de la base de données européenne d'occupation biophysique des sols Corine Land Cover (CLC), est marquée par l'importance des territoires agricoles (92,4 % en 2018), en diminution par rapport à 1990 (94,7 %). 
La répartition détaillée en 2018 est la suivante : terres arables (88,1 %), zones urbanisées (6,5 %), prairies (4,2 %), mines, décharges et chantiers (0,7 %), forêts (0,4 %). 
L'évolution de l'occupation des sols de la commune et de ses infrastructures peut être observée sur les différentes représentations cartographiques du territoire : la carte de Cassini (XVIIIe siècle), la carte d'état-major (1820-1866) et les cartes ou photos aériennes de l'IGN pour la période actuelle (1950 à aujourd'hui).

### Habitat et logement
En 2021, le nombre total de logements dans la commune était de 350, alors qu'il était de 338 en 2016 et de 268 en 2011. 
Parmi ces logements, 93,9 % étaient des résidences principales, 0,9 % des résidences secondaires et 5,2 % des logements vacants. Ces logements étaient pour 97,9 % d'entre eux des maisons individuelles et pour 2,1 % des appartements. 
Le tableau ci-dessous présente la typologie des logements à Escoville en 2021 en comparaison avec celle du Calvados et de la France entière. Une caractéristique marquante du parc de logements est ainsi la faible proportion des résidences secondaires et logements occasionnels (0,9 %) par rapport au département (17,8 %) et à la France entière (9,7 %). 
| Typologie                                               | Escoville | Calvados | France entière |
| ------------------------------------------------------- | --------- | -------- | -------------- |
| Résidences principales (en %)                           | 93,9      | 75,5     | 82,2           |
| Résidences secondaires et logements occasionnels (en %) | 0,9       | 17,8     | 9,7            |
| Logements vacants (en %)                                | 5,2       | 6,6      | 8,1            |

## Toponymie
Le nom de la localité est attesté sous la forme Scotvilla en 1101 (note AG d'après le cartulaire rouge de Troarn) ; Escoldivilla en 1109 (Dictionnaire topographique, d'après cartulaire de Troarn) ; Scolvilla en 1156 - 1161 (acte H 2, 169) ; Escotvilla en 1201 (AC,H 941) ; Ecovilla en 1128 (charte de Sainte-Barbe), Escovilla en 1208 (Charte de l'abbaye d'Aunay),.
Albert Dauzat et, à sa suite, Ernest Nègre considèrent que le premier élément Escold- représente le nom de personne germanique Ascald(us), variante Ascolt, alors qu'il n'existe aucune forme ancienne en As-. En outre, ils ne connaissaient pas la première forme Scotvilla, tout à fait compatible avec les évolutions Escotvilla > Ecovilla (type scola > escole > école), mais pas réellement avec *Ascaldvilla > Escoldivilla ou *Ascoltvilla > Escoldivilla avec des formes anciennes qui aurait dû donner *Ascauvilla d'une part et *Ascouvilla d'autre part. C'est pourquoi François de Beaurepaire identifie l'ethnique scot « écossais » (Scot « l'Écossais » cf. patronyme Lescot).
Homonymie avec Escoville (Seine-Maritime, Saint-Laurent-de-Brèvedent, Escoville par. de Saint-Laurent d'Esquetot, 1558) situé dans la zone de diffusion de la toponymie scandinave. (E)scoville a donné les patronymes anglais Scoville, Scovill et Scoffield.

## Histoire

### Antiquité
Une fouille préventive menée en 2018 par l'INRAP avant l'aménagement du lotissement du Domaine du parc a permis de découvrir 153 structures fossoyées gallo-romaines datables de la fin du IVe ou du début du  Ve siècle.

### Moyen Âge
Les mêmes fouilles ont également révélées une occupation aux VIIIe et IXe siècles.

### Époque contemporaine

Escoville pendant la Bataille de Normandie.
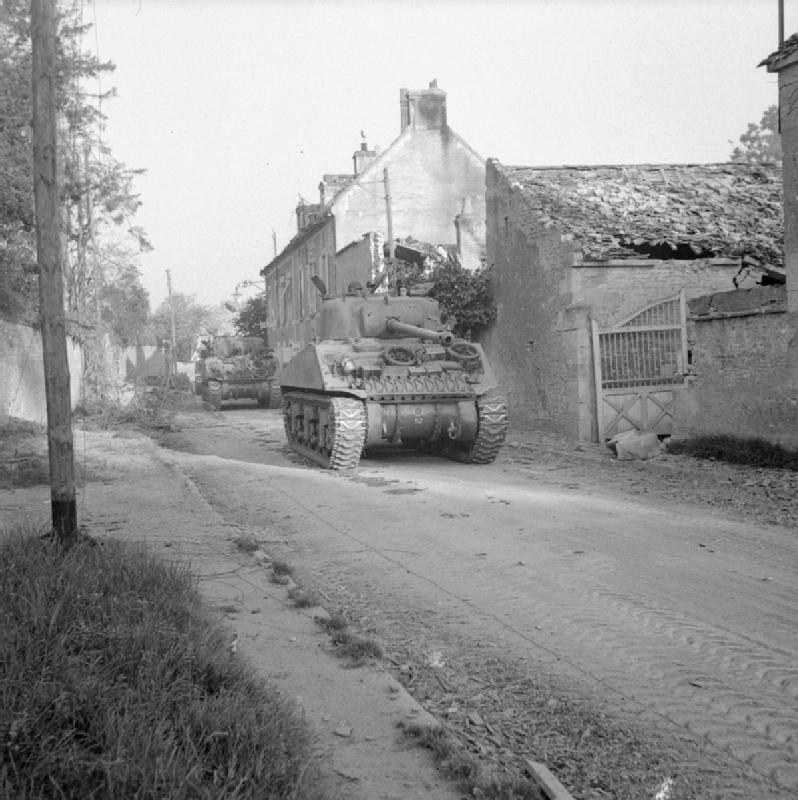
Chars M4 Sherman des forces armées britanniques circulant dans Escoville le 18 juillet 1944, pendant l'opération Goodwood de la bataille de Normandie.
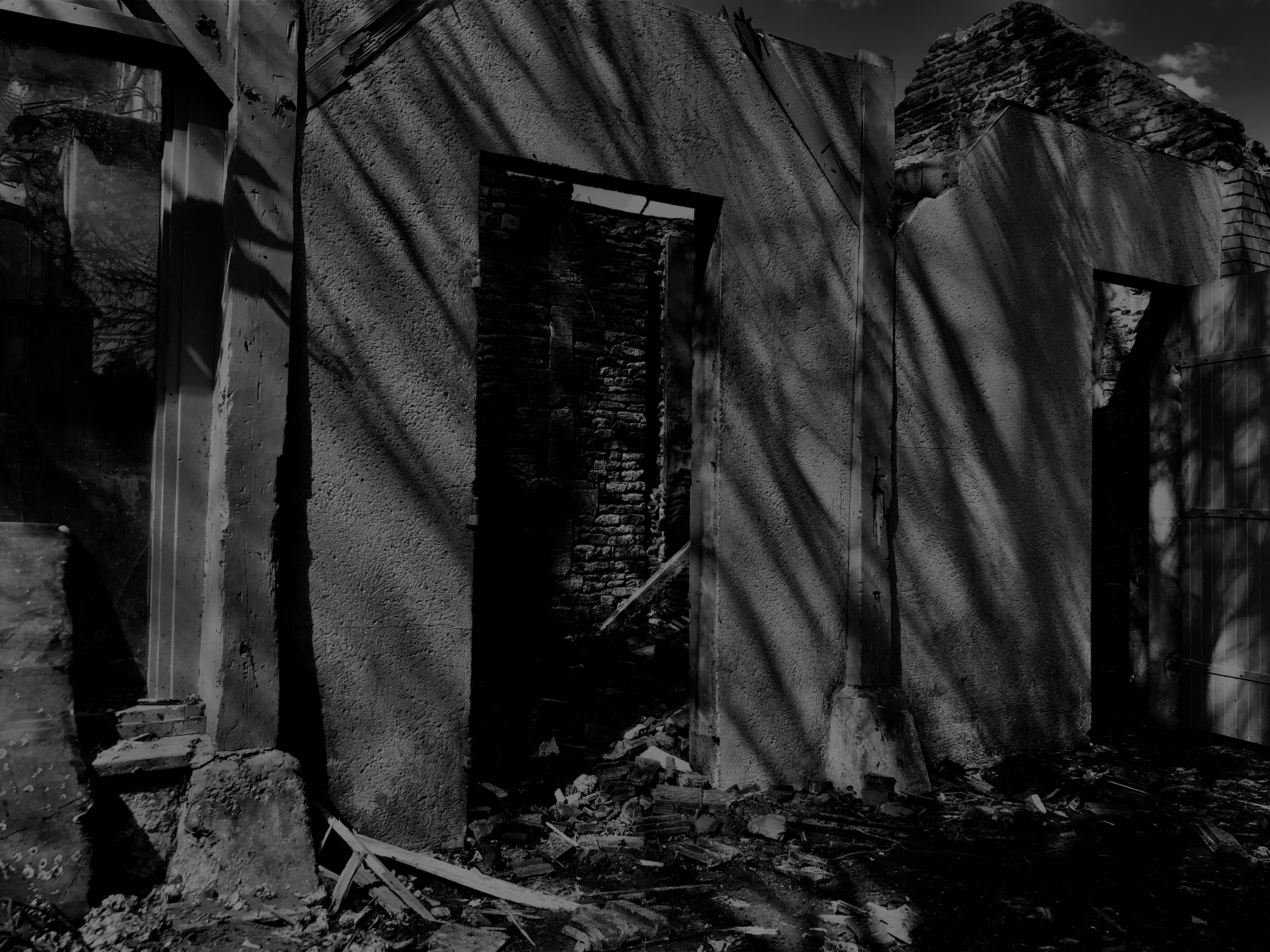
Décombres d'une maison pendant l'Opération Goodwood situé Rue des Parachutistes, après une détonation.

## Politique et administration

### Rattachements administratifs et électoraux

#### Rattachements administratifs
La commune se trouvait  dans l'arrondissement de Caen du département du Calvados. Elle en est détachée le 1er janvier 2017 pour intégrer l'arrondissement de Lisieux,.  
Elle faisait partie de 1801 à 1982  du canton de Troarn, année où elle intègre le canton de Cabourg. Dans le cadre du redécoupage cantonal de 2014 en France, cette circonscription administrative territoriale a disparu, et le canton n'est plus qu'une circonscription électorale.

#### Rattachements électoraux
Pour les élections départementales, la commune fait partie depuis 2014 d'un nouveau canton de Troarn porté à 29 communes.
Pour l'élection des députés, elle fait partie de la quatrième circonscription du Calvados.

### Intercommunalité
Escoville était membre de la petite  communauté de communes Entre bois et marais, un établissement public de coopération intercommunale (EPCI) à fiscalité propre créé fin 2002 et auquel la commune avait transféré un certain nombre de ses compétences, dans les conditions déterminées par le code général des collectivités territoriales.
Dans le cadre des dispositions de la loi portant nouvelle organisation territoriale de la République du 7 août 2015, qui prévoit que les établissements publics de coopération intercommunale (EPCI) à fiscalité propre doivent avoir un minimum de 15 000 habitants, cette intercommunalité est supprimée, et certaines de ses communes, dont Escoville rejoignent le 1er janvier 2017, la communauté  de communes Normandie-Cabourg-Pays d'Auge, dont est désormais membre la commune.

### Liste des maires
| Période                                  | Période                       | Identité           | Étiquette | Qualité                              |
| ---------------------------------------- | ----------------------------- | ------------------ | --------- | ------------------------------------ |
| Les données manquantes sont à compléter. |                               |                    |           |                                      |
|                                          |                               |                    |           |                                      |
|                                          | mars 1943                     | Jean Viel          |           | Révoqué par le Régime de Vichy       |
|                                          |                               |                    |           |                                      |
|                                          | mars 2001                     | André Lejemtel     |           |                                      |
| mars 2001                                | juillet 2020                  | Jean-Claude Garnie | SE        | Ajusteur                             |
| juillet 2020                             | En cours (au 21 janvier 2025) | Christophe Cliquet | SE        | Adjoint de service restauration EPSM |

## Équipements et services publics

### Enseignement
Le groupe scolaire Jules-Verne d'Escoville, doté d'une cantine et d'un accueil périscolaire,  est géré par l'intercommunalité. L'équipement a été étendu en 2024 sur les plans de l'architecte Fabien Leblond
Les enfants poursuivent habituellement leur scolarité au collège Montgomeri de Troarn.

## Population et société

### Démographie
L'évolution du nombre d'habitants est connue à travers les recensements de la population effectués dans la commune depuis 1793. Pour les communes de moins de 10 000 habitants, une enquête de recensement portant sur toute la population est réalisée tous les cinq ans, les populations de référence des années intermédiaires étant quant à elles estimées par interpolation ou extrapolation. Pour la commune, le premier recensement exhaustif entrant dans le cadre du nouveau dispositif a été réalisé en 2004.

En 2022, la commune comptait 851 habitants, en évolution de +6,24 % par rapport à 2016 (Calvados : +1,58 %, France hors Mayotte : +2,11 %).
| 1793 | 1800 | 1806 | 1821 | 1831 | 1841 | 1846 | 1851 | 1856 |
| ---- | ---- | ---- | ---- | ---- | ---- | ---- | ---- | ---- |
| 315  | 291  | 306  | 290  | 332  | 358  | 354  | 330  | 301  |

| 1861 | 1866 | 1872 | 1876 | 1881 | 1886 | 1891 | 1896 | 1901 |
| ---- | ---- | ---- | ---- | ---- | ---- | ---- | ---- | ---- |
| 310  | 313  | 291  | 274  | 282  | 279  | 247  | 237  | 249  |

| 1906 | 1911 | 1921 | 1926 | 1931 | 1936 | 1946 | 1954 | 1962 |
| ---- | ---- | ---- | ---- | ---- | ---- | ---- | ---- | ---- |
| 256  | 222  | 266  | 235  | 252  | 263  | 217  | 273  | 321  |

| 1968 | 1975 | 1982 | 1990 | 1999 | 2004 | 2006 | 2009 | 2014 |
| ---- | ---- | ---- | ---- | ---- | ---- | ---- | ---- | ---- |
| 417  | 460  | 438  | 623  | 626  | 712  | 730  | 724  | 807  |

| 2019 | 2022 | - | - | - | - | - | - | - |
| ---- | ---- | - | - | - | - | - | - | - |
| 807  | 851  | - | - | - | - | - | - | - |

## Culture locale et patrimoine

### Lieux et monuments
- Église Saint-Laurent des XIVe – XVIIIe siècles. Retable du XVIIIe sur le thème de l'Ascension.
- Château du XVe siècle, remanié aux XVIe et XVIIIe siècles[32]. L'édifice se présente sous la forme de deux logis en équerre, celui du nord remanié au XVIIIe siècle est encore flanqué sur son grand côté extérieur de deux tours rondes du XVe siècle, celui du sud a été refait au XIXe siècle[33].

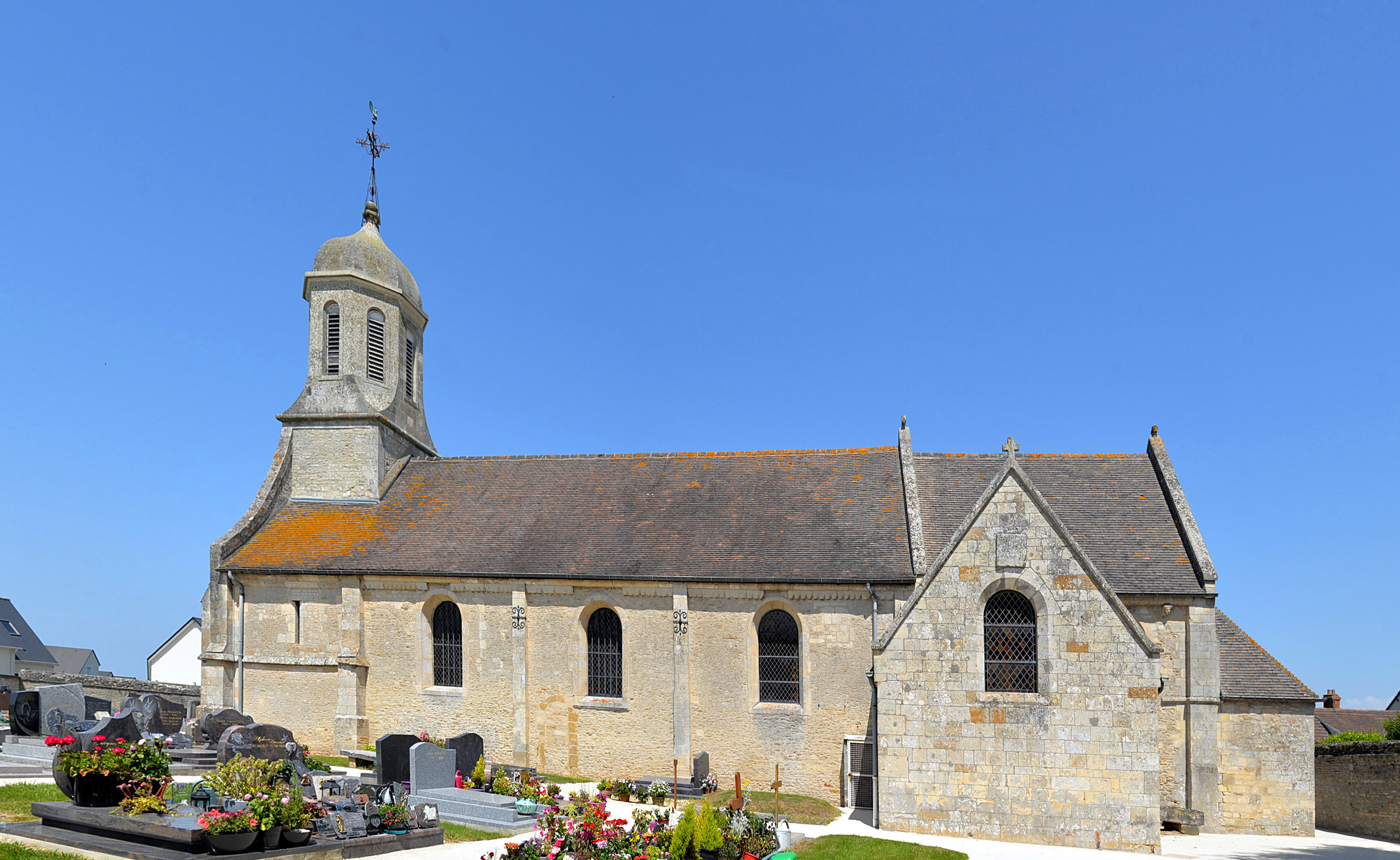
L'église Saint-Laurent.
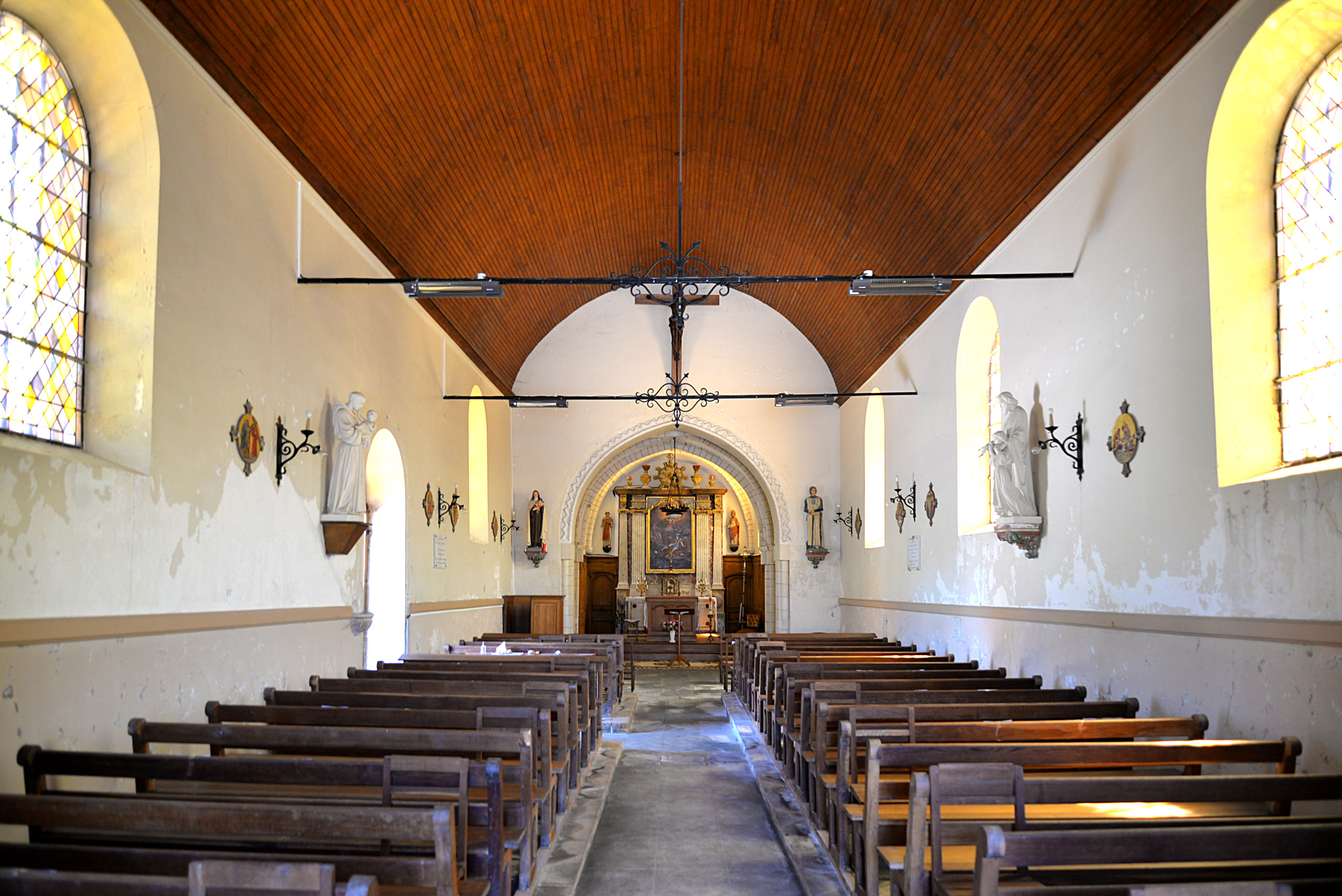
La nef de l'église Saint-Laurent.
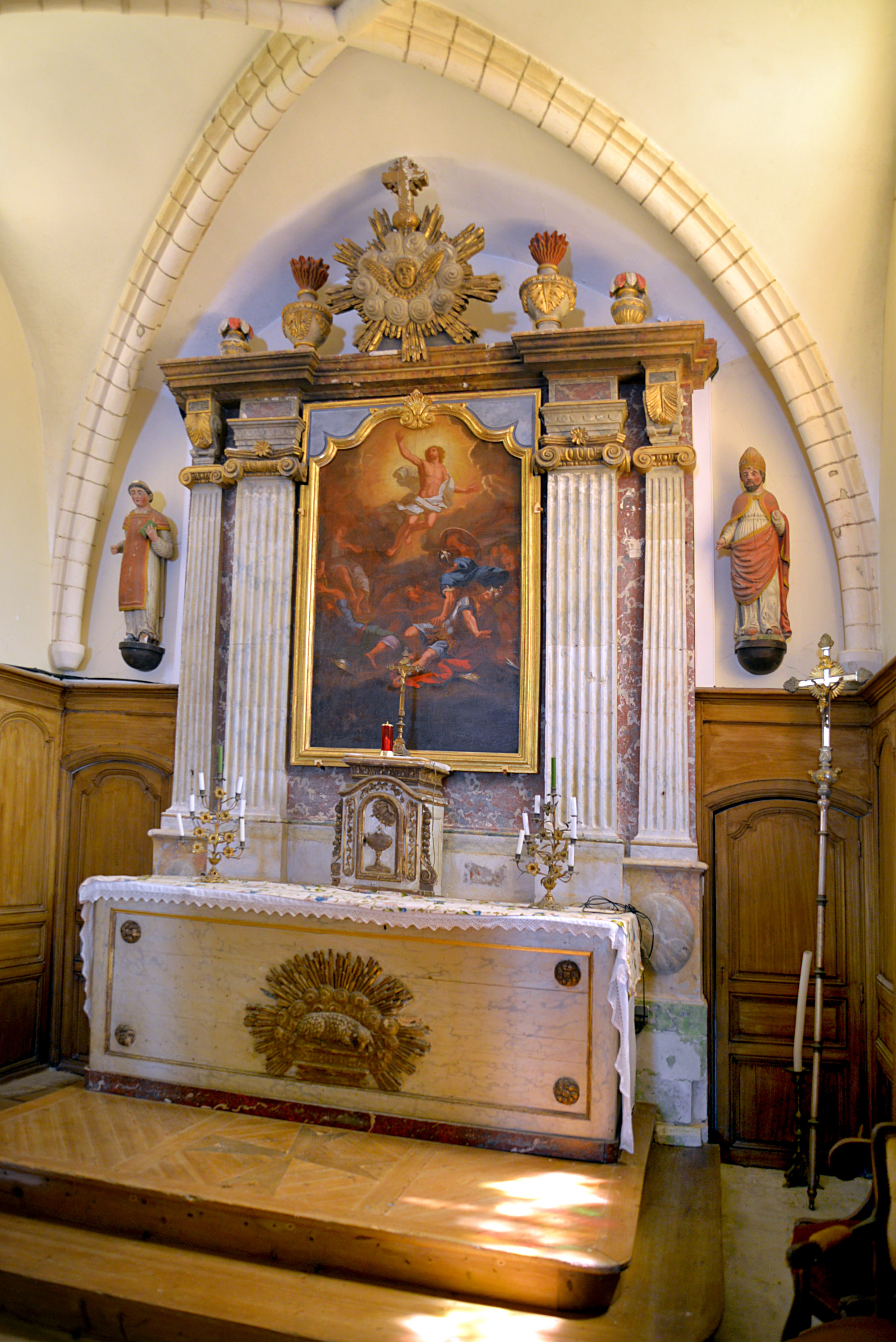
Retable sur le thème de l'Ascension.
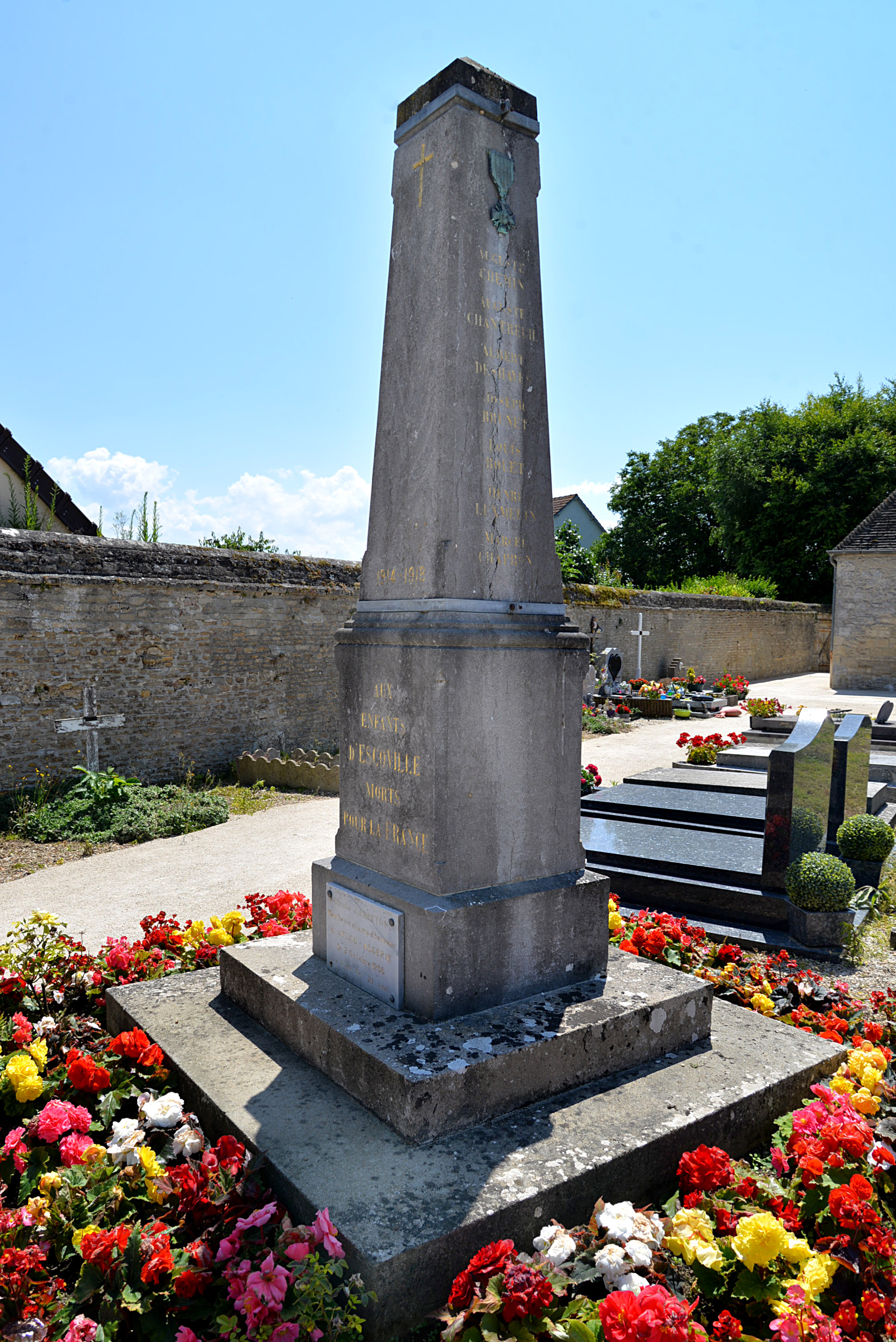
Le monument aux morts.
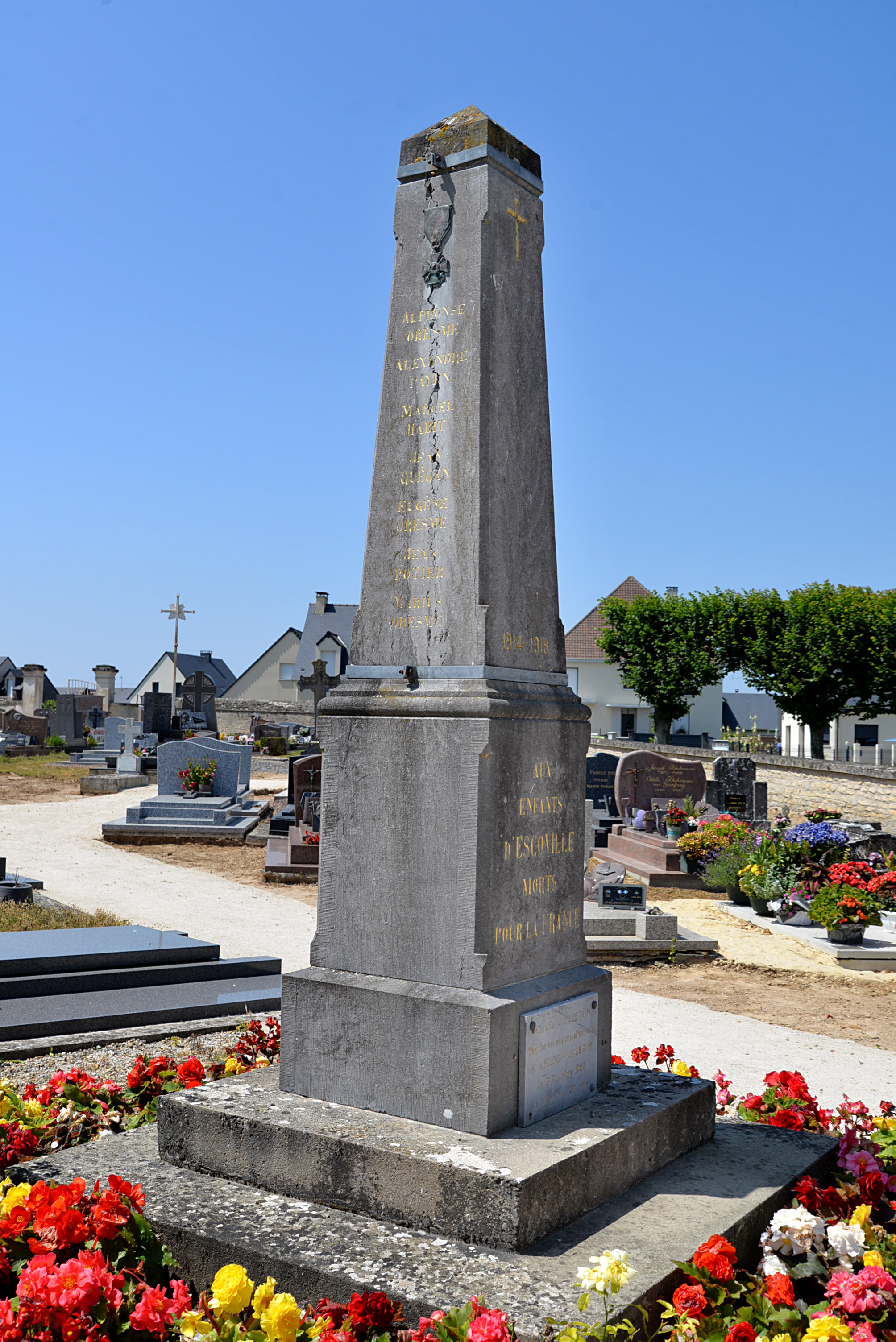
Le monument aux morts.

### Héraldique
| Blason de Escoville | Blason  | D'azur au chevron d'or accompagné de trois croissants du même, au chef cousu de gueules chargé de trois roses d'argent. |
| Blason de Escoville | Détails | Blason de Charlotte de Mannoury, veuve de Louis Valois, écuyer et seigneur d'Ecoville, dit Escoville (édit de 1696. À noter qu'un deuxième blason était collé avec trois hermines (fond blanc, hermine sable). Le statut officiel du blason reste à déterminer. |

## Pour approfondir